# Línea 18 (Córdoba)
La Línea 18 es una línea de transporte urbano de pasajeros de la ciudad de Córdoba, Argentina. El servicio está actualmente operado por la empresa Coniferal.
Anteriormente el servicio de la línea 18 era denominada como T desde 2002 por Coniferal, hasta que el 1 de marzo de 2014, por la implementación del nuevo sistema de transporte, las líneas N8 y T se fusionan como 18 operado por la misma empresa. La línea va desde Barrio Ipona hasta Saldan.

## Recorrido
Servicio diurno y nocturno.
Ida: Novillo Saravia antes de Valparaíso- por Saravia- De La Industria - Nores Martínez – Cruza FFCC- N. Martínez (80mts)- a la izq. por colectora - Cruz Roja Argentina – Maestro López - M. Allende- Haya de la Torre – Valparaíso - H. Irigoyen - Túnel Pza España - Chacabuco (Por la Izq.) - Bv. Illia - Bv. San Juan - Marcelo T. de Alvear - Jujuy – Pte. Antártida- Lavalleja- Pasaje Mansilla- Ducasse- C. Barros - Caraffa - O. Pinto - R. Nuñez - Ricardo Rojas - Bodereau –Eva perón– San Jerónimo – Avellaneda – San Lorenzo – V. Sarsfield - John Kennedy -Falucho - V. Sarsfield
Vuelta: Frente a la iglesia-por John Kennedy-  Falucho - V. Sarsfield - San Lorenzo – Avellaneda – San Jerónimo – Eva Perón – E. Bodereau – Ricardo Rojas - Cruza FFCC M. Falla - Ricardo Rojas - R. Nuñez - O. Pinto - Av. Caraffa - C. Barros – Bv. Las Heras – Av. R. Sáenz Peña –Puente Centenario – Gral. Paz – V. Sarsfield-  H. Irigoyen - Plaza España - H. Irigoyen – Valparaíso - Haya de la Torre -M. Allende- M. López- Cruz Roja Argentina – Cruza FFCC- Valparaíso- ingreso al Predio